# 提克西寺
提克西寺（Thiksay Gompa）是一座藏传佛教格鲁派的寺院，位于印度控制的拉达克地区列城以东19公里的提克西村山顶。该寺是拉达克以与西藏拉萨的布达拉宫相似而著称，是拉达克中部最大的寺庙。
寺院位于海拔3,600（11,800英尺）的印度河河谷，高达十二层。寺内拥有不少佛教艺术的雕象、壁画等。

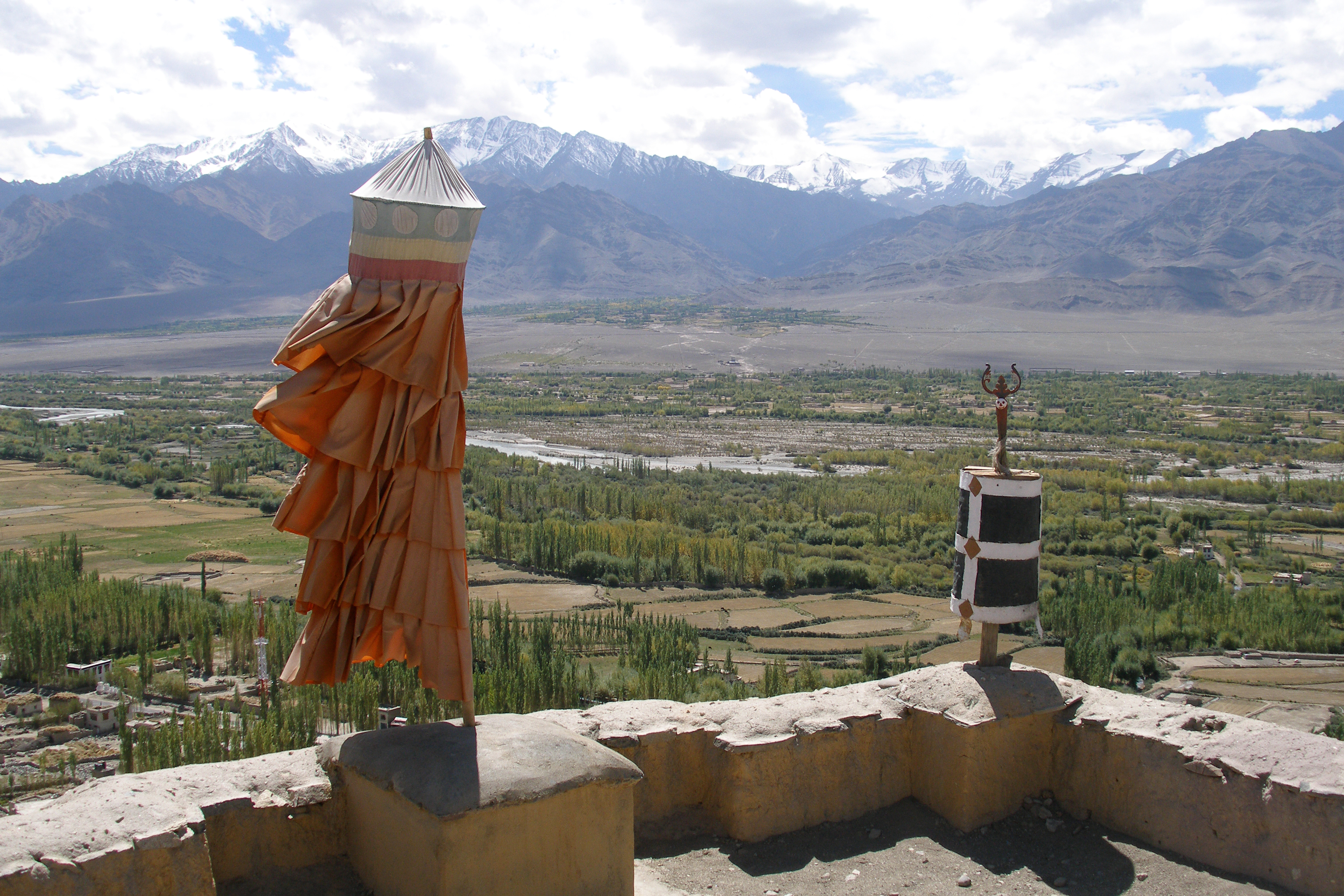
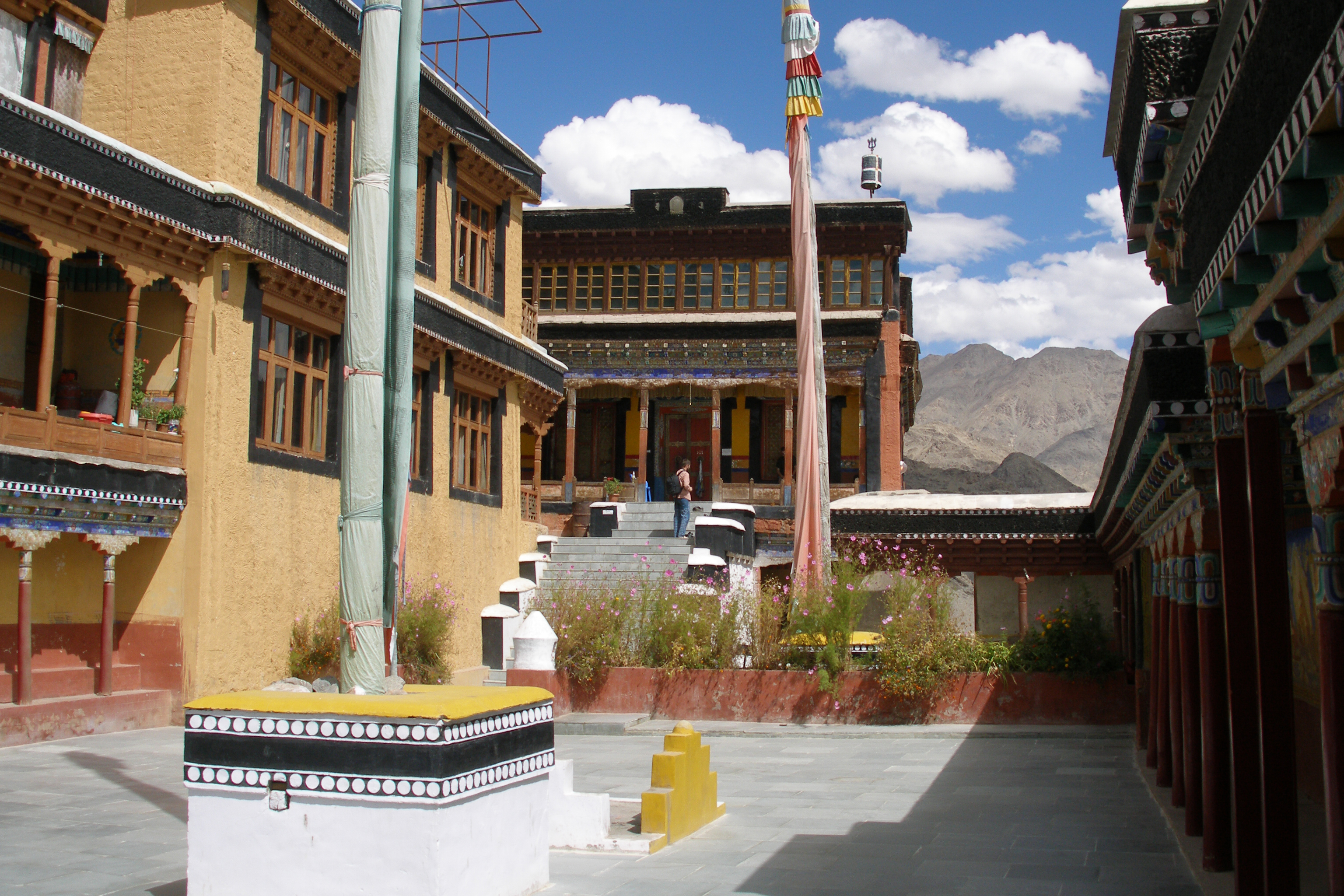
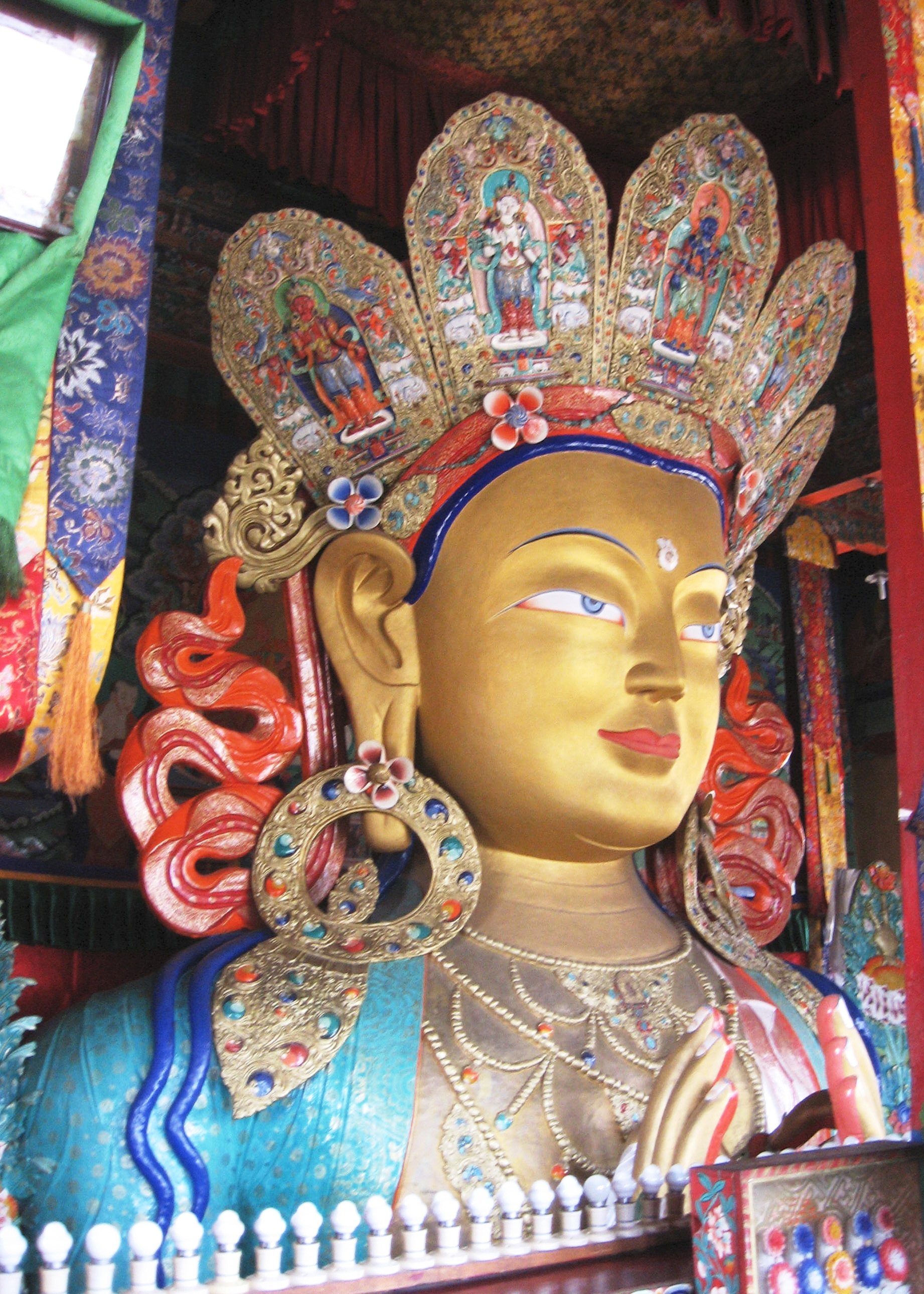
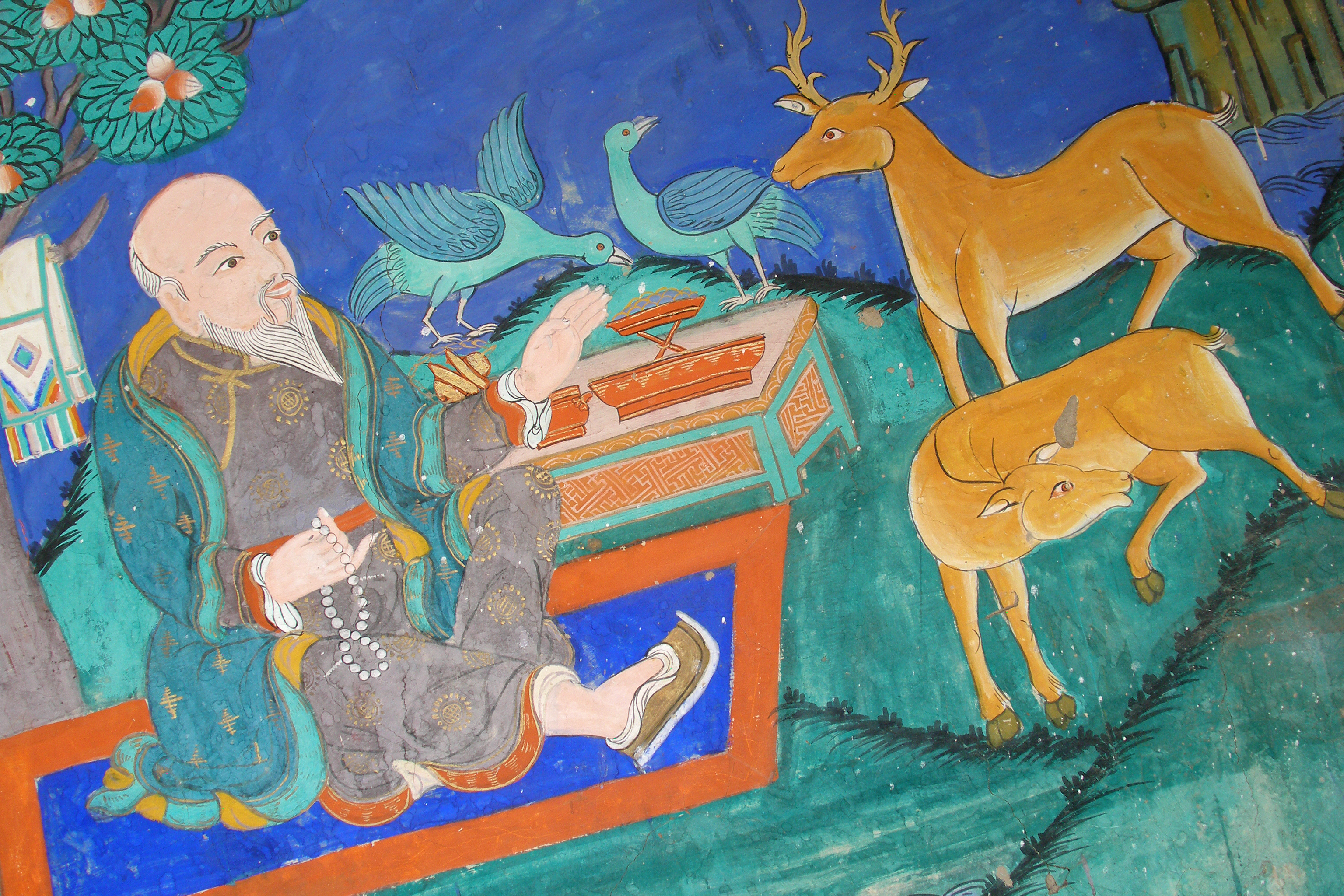
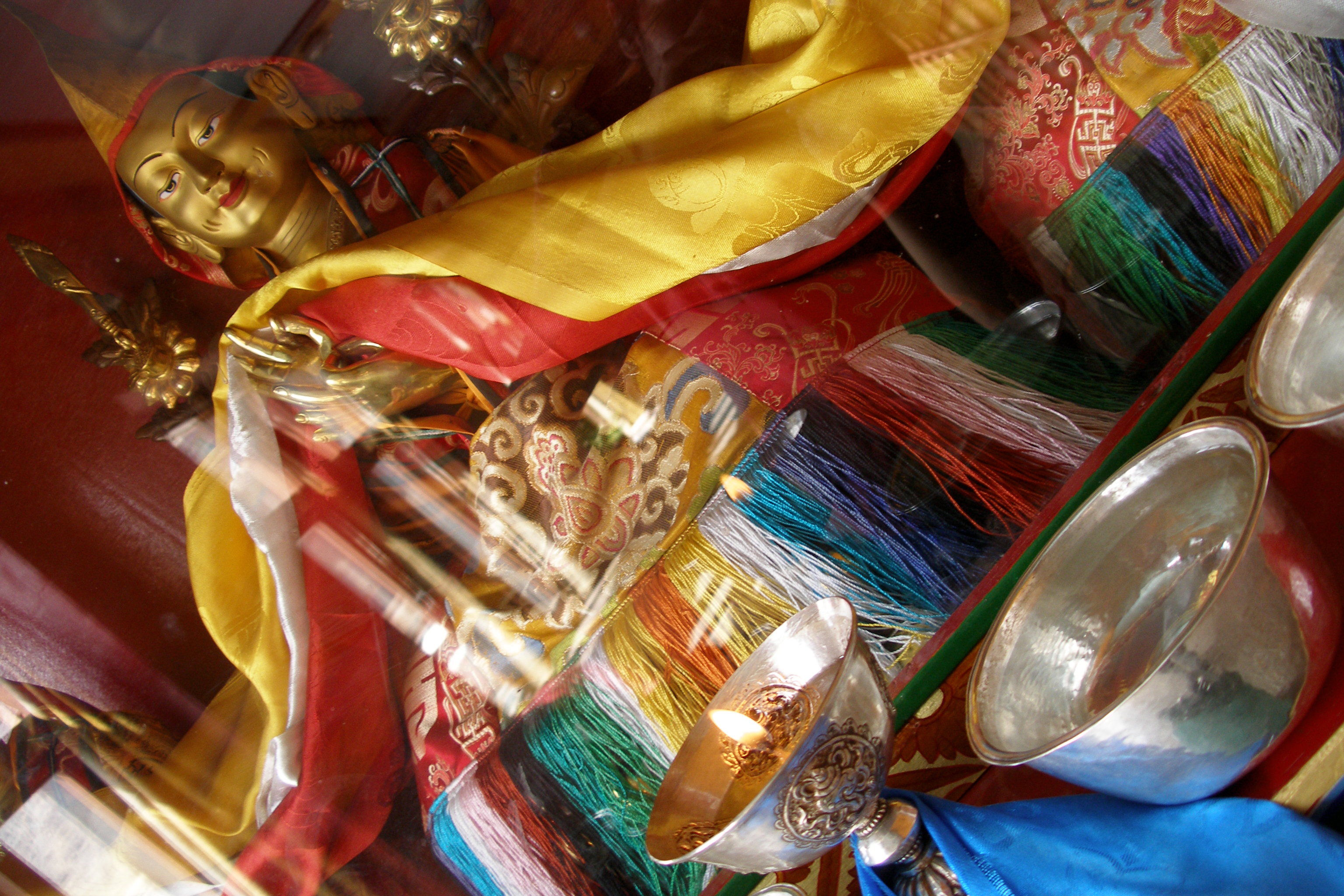
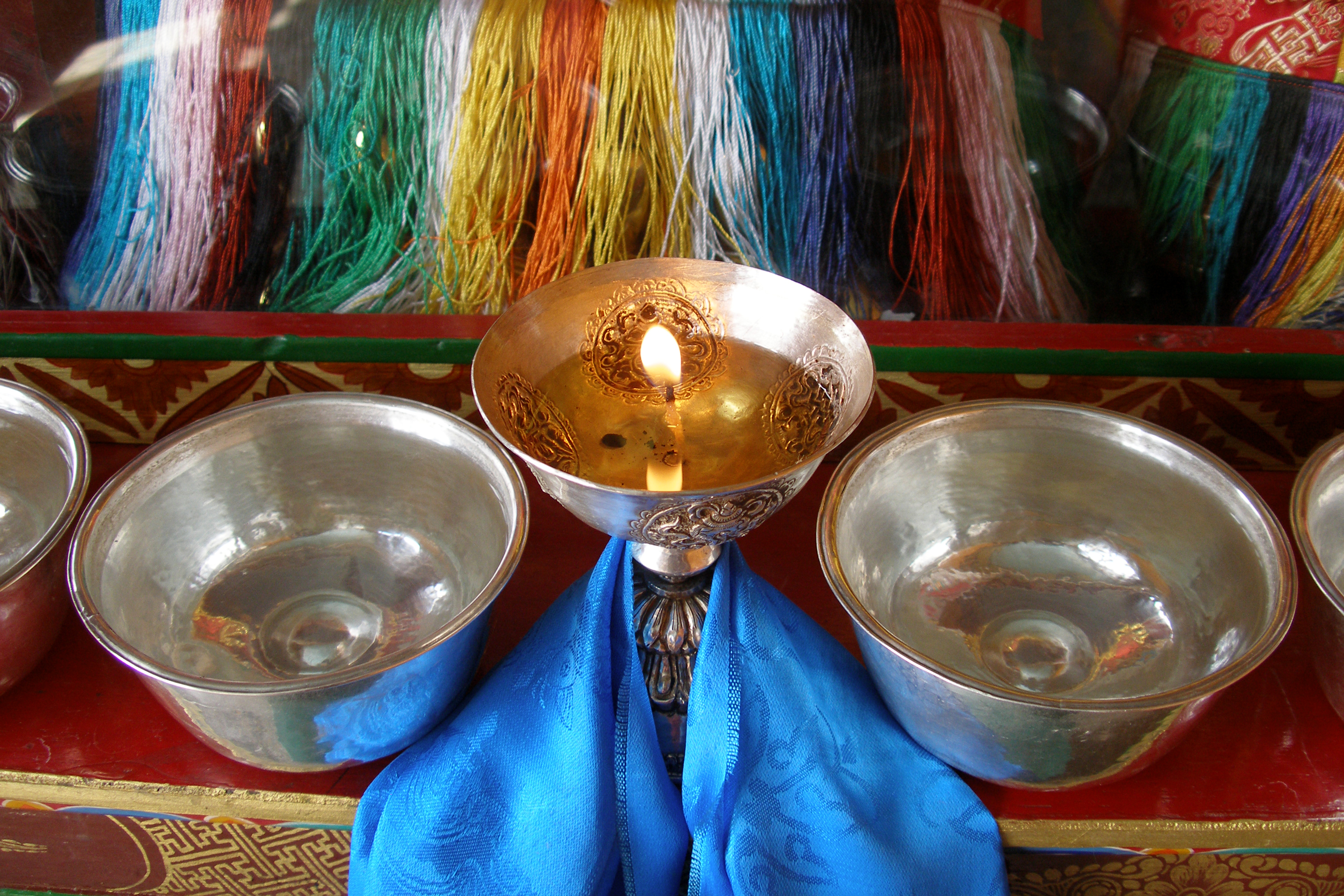
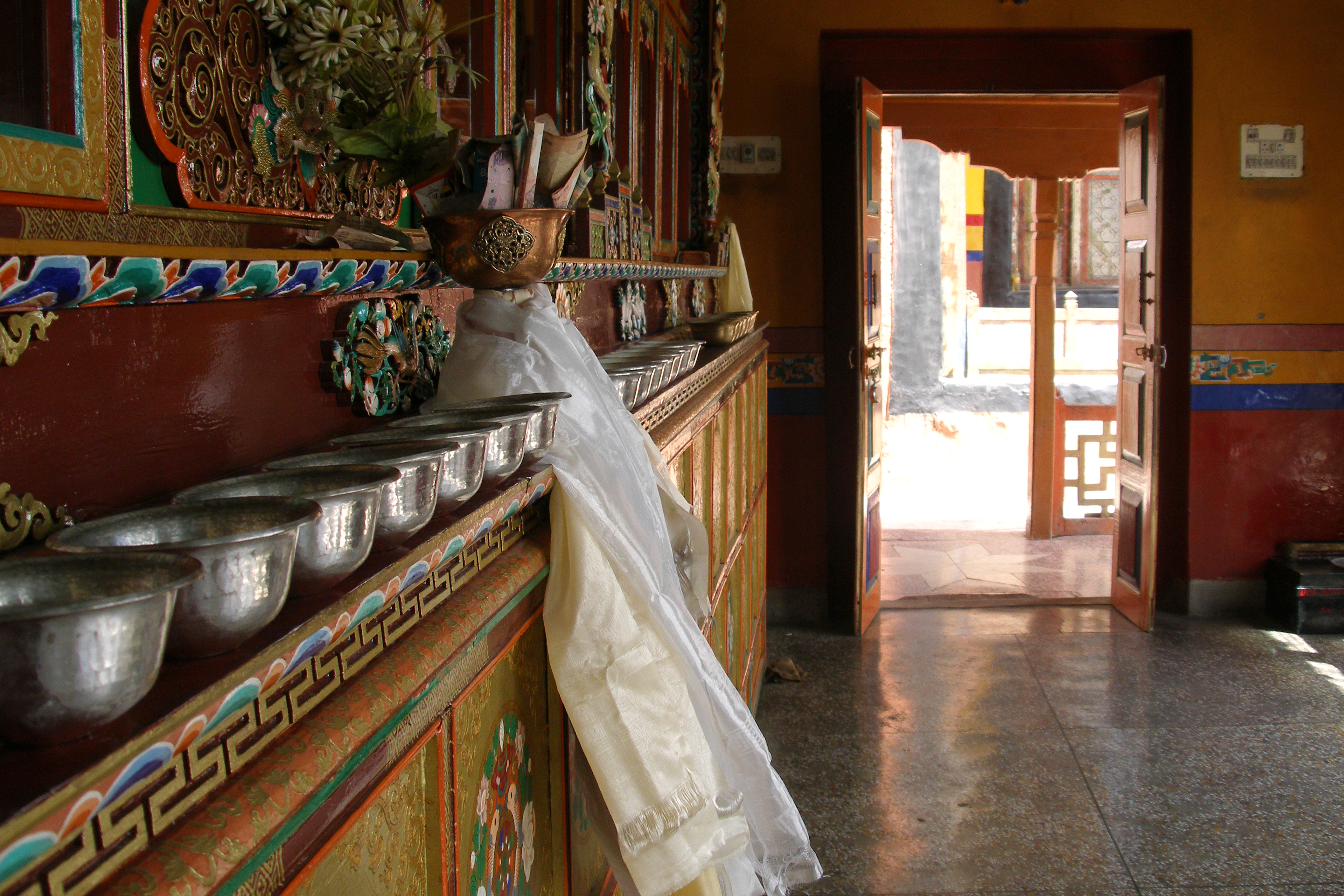
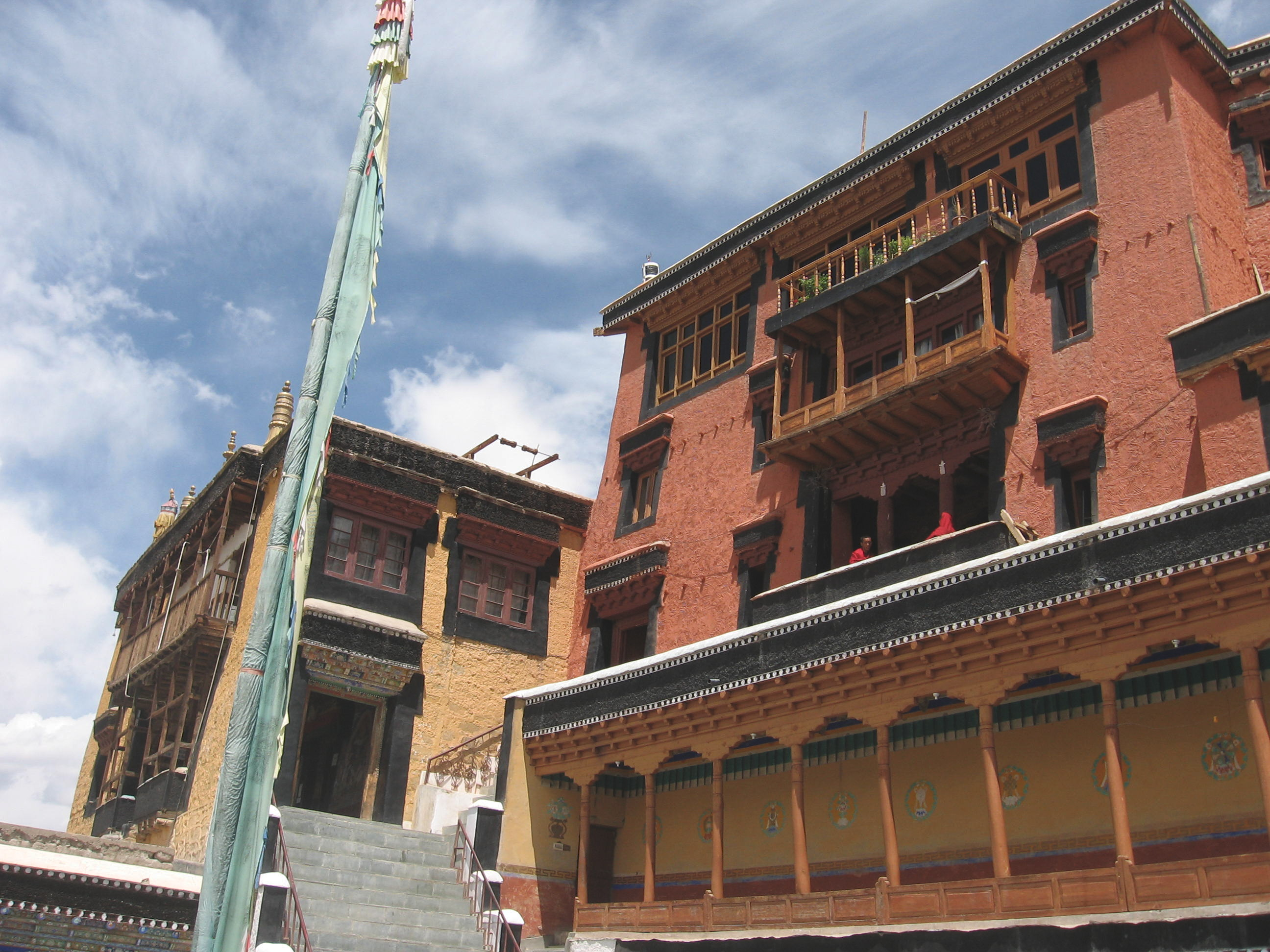
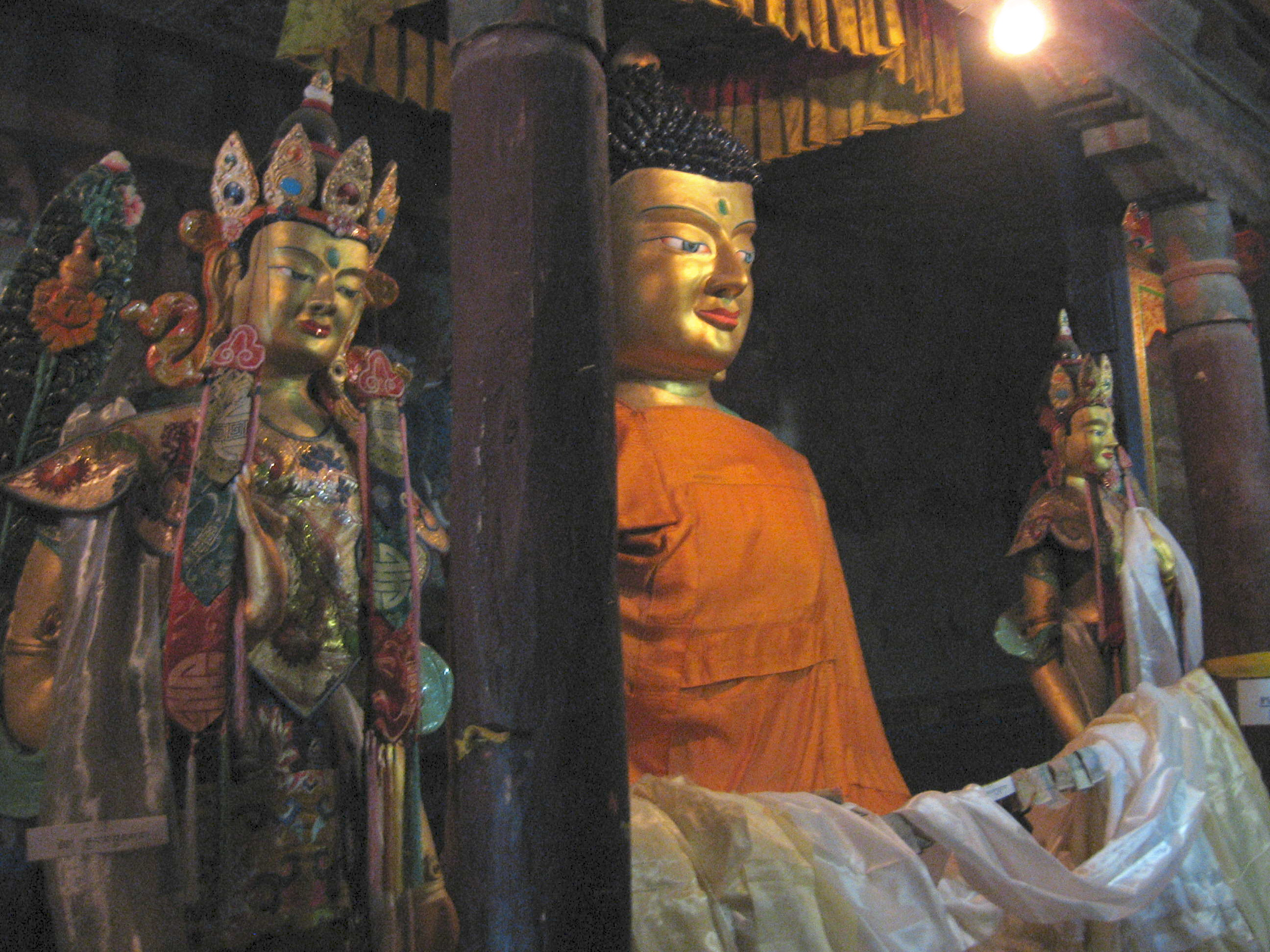
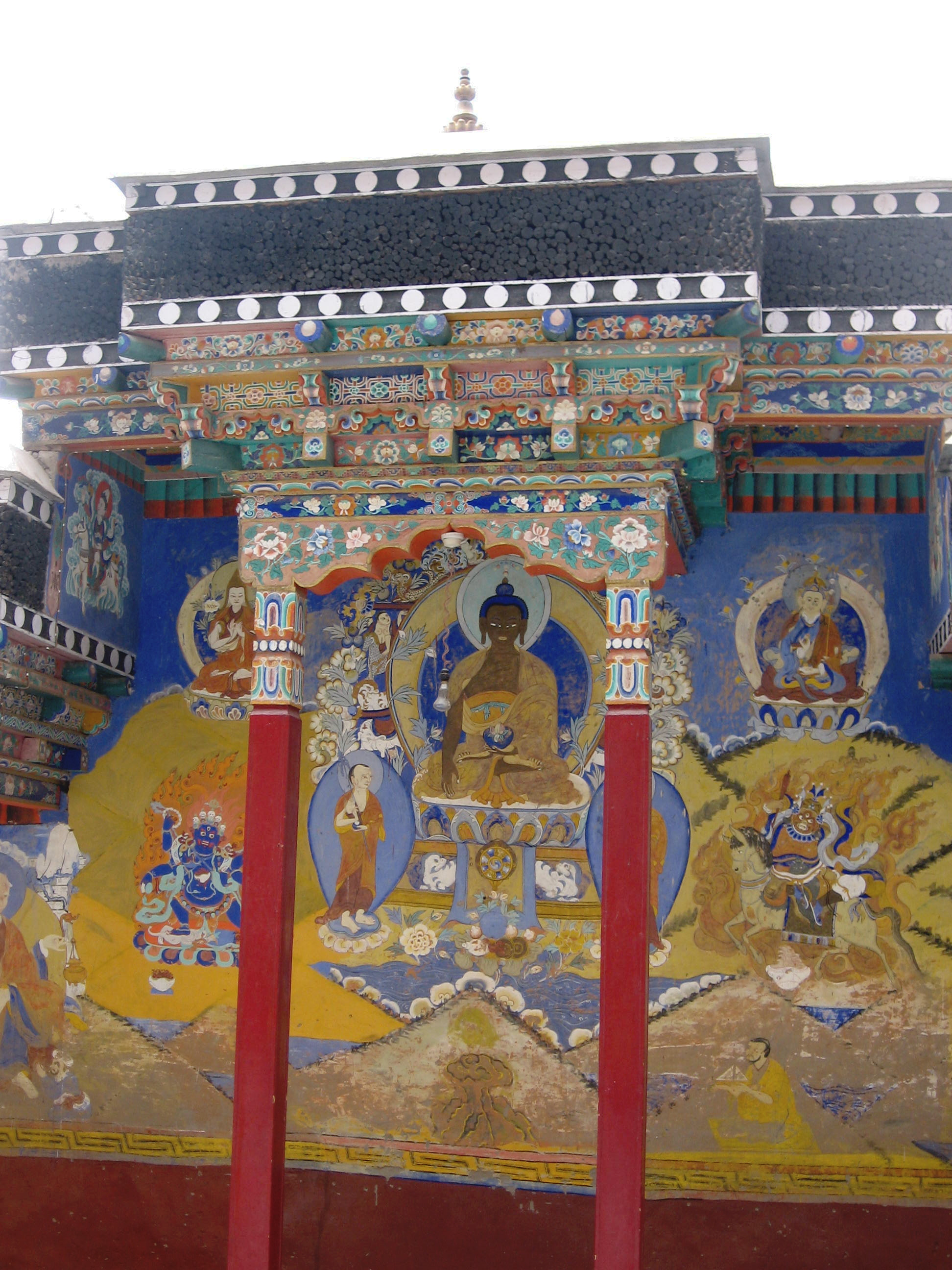
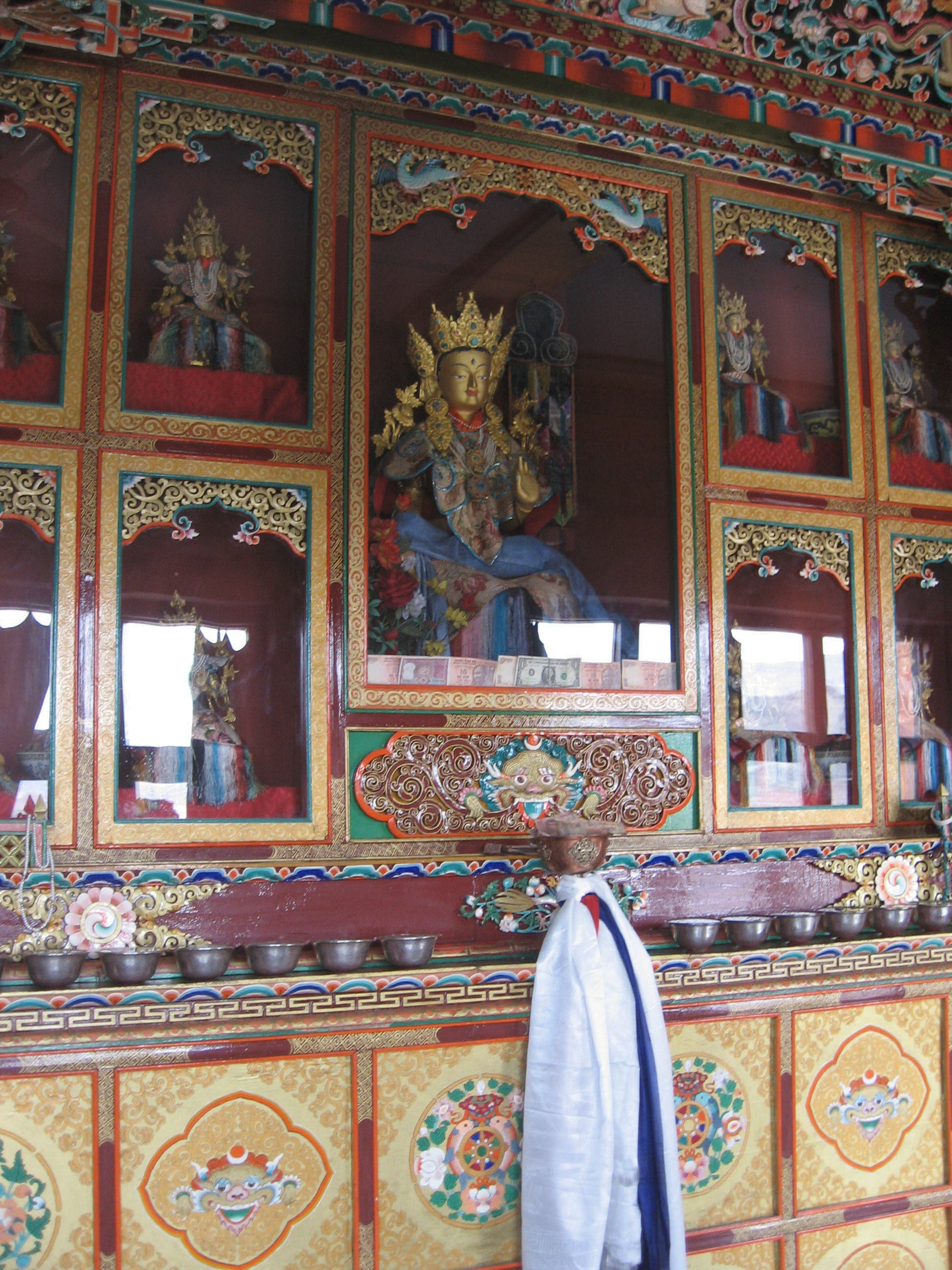
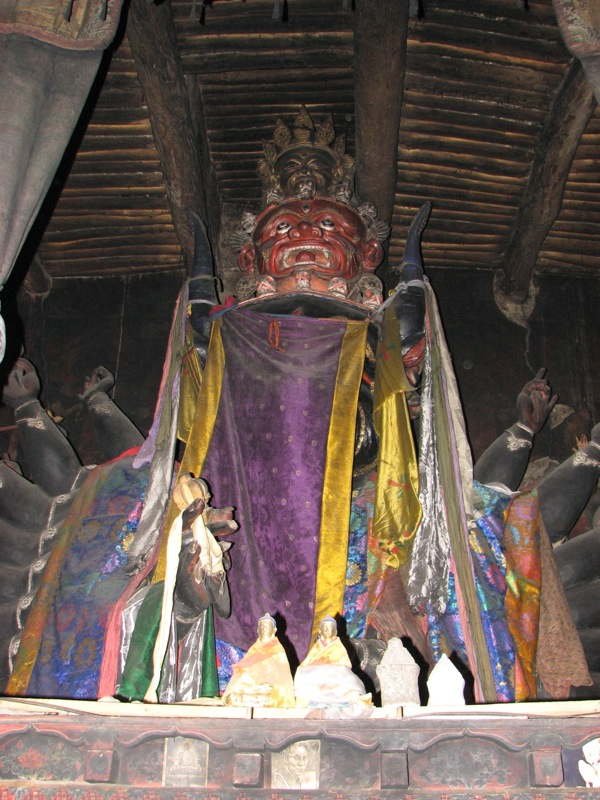
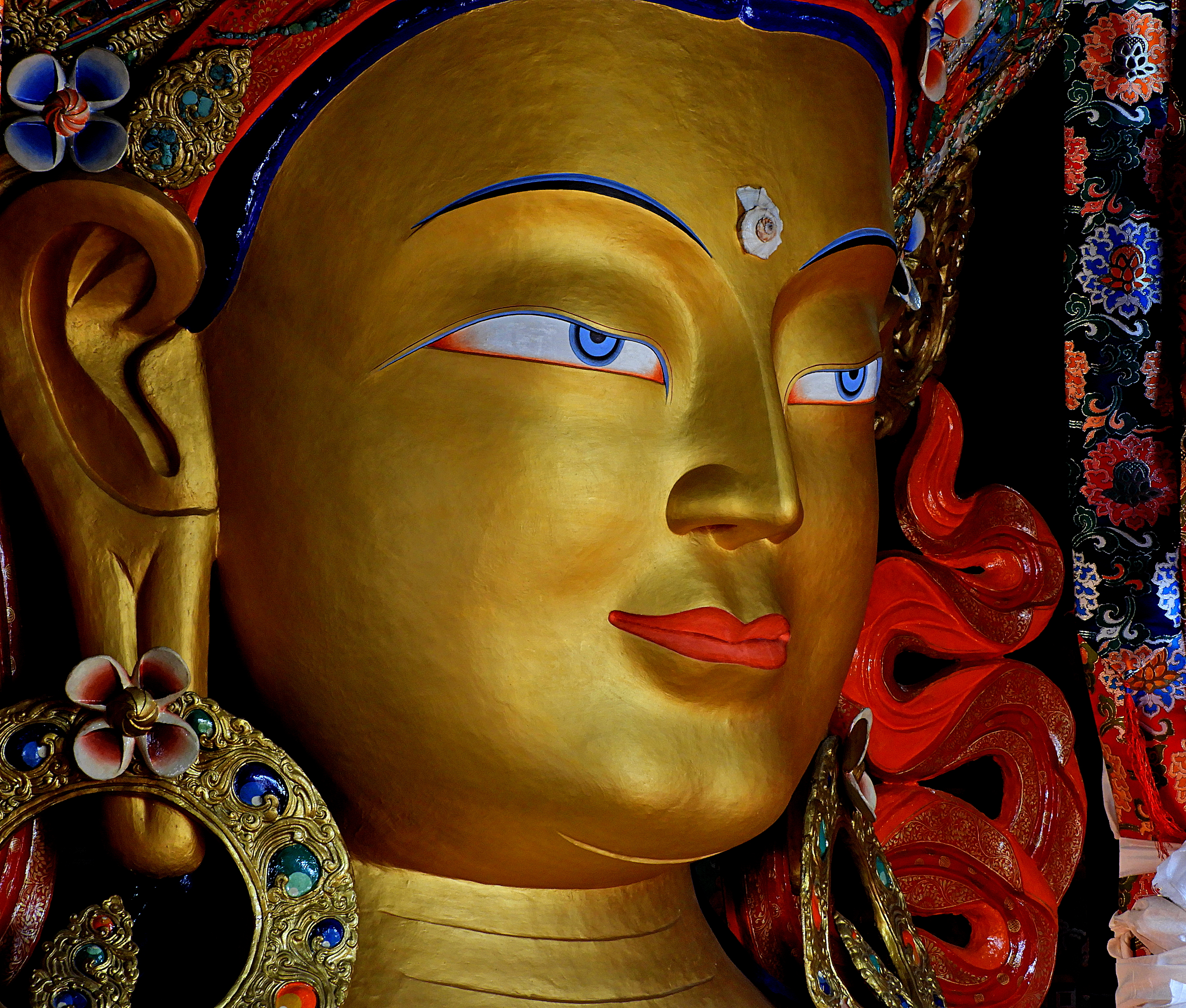